# Estación de Puente Alcocer
Puente Alcocer es una estación ferroviaria situada en el barrio de Villaverde Alto del distrito de Villaverde de Madrid. Forma parte de la línea C-5 de la red de Cercanías Madrid.

## Situación ferroviaria
Según Adif la estación se encuentra en el punto kilométrico 6,2 de la línea férrea 920 de la red ferroviaria española, entre Móstoles-El Soto y Parla. Históricamente, se enmarca dentro del trazado entre Madrid y la frontera portuguesa por Talavera de la Reina y Cáceres, siendo en este caso el pk. 6,4.  El tramo es de vía doble y está electrificado.

## Historia
La estación fue inaugurada oficialmente el 24 de septiembre de 1989, en precario, con la estación aún por rematar.
La nueva línea Atocha-Fuenlabrada estrenaba de esta forma un nuevo tramo entre las estaciones de Atocha y Villaverde Alto, que hasta ahora compartía con la línea de Parla. Esto supuso la inauguración de cuatro nuevas estaciones: Méndez Álvaro, Doce de Octubre, Orcasitas y Puente Alcocer.
Durante el fin de semana del 13 al 14 de julio de 2024, se suspendió el servicio de la línea C-5 entre Villaverde Alto y Atocha debido a obras en la estación de Puerta de Atocha-Almudena Grandes. Durante este periodo, se puso en servicio un servicio sustitutivo de autobuses que cubría las estaciones cerradas (Puente Alcocer, Orcasitas, Doce de Octubre y Méndez Álvaro).

## Características
Como otras estaciones de la línea, Puente Alcocer se encuentra en un tramo soterrado lo que sitúa los dos andenes laterales del recinto bajo la intersección de las calles Eduardo Barreiros y Alcocer. Aun así existe un acceso en superficie ubicado en la calle Alcocer con taquillas y máquinas expendedoras de billetes. A diferencia de Doce de Octubre, la salida al vestíbulo de esta estación se encuentra al final del andén, lugar hacia donde el tren continúa o procede de Villaverde Alto.

## Líneas y conexiones

### Cercanías
| procedencia/destino   | < estación      | Línea | estación > | destino/procedencia |
| --------------------- | --------------- | ----- | ---------- | ------------------- |
| Humanes / Fuenlabrada | Villaverde Alto |       | Orcasitas  | Móstoles-El Soto    |

### Autobuses
| Diurnos   |                    |                     |
| Línea     | Destino            | Parada              |
| 22        | Villaverde Alto    | 1193 PUENTE ALCOCER |
| 76        | Villaverde Alto    | 1193 PUENTE ALCOCER |
| 86        | Villaverde Alto    | 1193 PUENTE ALCOCER |
| 130       | Villaverde Alto    | 1193 PUENTE ALCOCER |
| 22        | Legazpi            | 1194 PUENTE ALCOCER |
| 76        | Plaza Beata        | 1194 PUENTE ALCOCER |
| 86        | Estación de Atocha | 1194 PUENTE ALCOCER |
| 130       | Vicálvaro          | 1194 PUENTE ALCOCER |
| 131       | Villaverde Alto    | 3217 PUENTE ALCOCER |
| 131       | Campamento         | 3218 PUENTE ALCOCER |
| Nocturnos |                    |                     |
| Línea     | Destino            | Parada              |
| N14       | Villaverde Alto    | 1193 PUENTE ALCOCER |
| N14       | Cibeles            | 1194 PUENTE ALCOCER |

| Diurnos |                                |                                    |                           |
| Línea   | Destino                        | Parada                             | Operador                  |
| 432     | Leganés (Montepinos)           | 1193 ALCOCER-AVENIDA REAL DE PINTO | Avanza Movilidad Integral |
| 448     | Getafe (Hospital)              | 1193 ALCOCER-AVENIDA REAL DE PINTO | Avanza Movilidad Integral |
| 432     | Madrid (Villaverde Bajo-Cruce) | 1194 ALCOCER-AVENIDA REAL DE PINTO | Avanza Movilidad Integral |
| 448     | Madrid (Legazpi)               | 1194 ALCOCER-AVENIDA REAL DE PINTO | Avanza Movilidad Integral |